# Arginina
L'arginina è un amminoacido polare (con catena laterale idrofila) basico. La basicità dell'amminoacido è dovuta al gruppo guanidinico che caratterizza la sua catena laterale e che è fortemente basico. È una molecola chirale. L'enantiomero L è uno dei 20 amminoacidi ordinari.
Fu isolata per la prima volta dal chimico svizzero Ernst Schultze nel 1886 precipitandone il sale d'argento da un estratto di germoglio di lupino e deve quindi il suo nome al latino argentum.
Può subire processi di metilazione ed è fortemente rappresentata all'interno delle proteine istoniche dove, proprio grazie alla sua capacità di metilarsi, si riserva come componente fondamentale per la regolazione dell'espressione genica. La metilazione delle proteine (oltre al DNA) del citoplasma si verifica anch'essa su residui di arginina ed è mediata da una classe di enzimi specifici.
Negli esseri umani l'arginina è considerata essenziale nei bambini, ovvero va assunta tramite l'alimentazione perché l'organismo non è in grado di sintetizzarne una quantità sufficiente; negli adulti viene sintetizzata nel ciclo dell'urea.
Oltre a questa via metabolica, l'arginina può essere decarbossilata a dare l'agmatina, che tra l'altro è una delle ammine biogene presenti nei prodotti di fermentazione batterica intestinale. La conversione in citrullina tramite l'enzima ossido nitrico sintasi produce anche ossido nitrico, che agisce da vasodilatatore. L'arginina è anche il donatore del gruppo guanidinico all'amminoacido glicina per la sintesi endogena della creatina.
È commercializzata anche come prodotto coadiuvante per il trattamento della oligoastenospermia, situazione di insufficiente produzione di spermatozoi, causa frequente di ipo-fertilità nell'uomo. L'arginina è conosciuta anche come uno stimolo endogeno per il rilascio di ormone della crescita.
La L-arginina si trova in quasi tutte le proteine e in forma libera in molte piante, per esempio nel grano saraceno, nelle Cucurbitacee e nelle aghifoglie.
Secondo un recente studio, un'alterazione nel metabolismo dell'arginina sarebbe correlato alla stanchezza cronica tipica della sindrome post-COVID-19.

## Arginina nello sport

### Proprietà vasodilatatorie
L'arginina viene comunemente proposta come amminoacido in grado di promuovere una dilatazione dei vasi sanguigni, o vasodilatazione, godendo di una certa diffusione nel mondo del bodybuilding. I prodotti vasodilatatori sul mercato hanno la pretesa di stimolare il flusso sanguigno e di conseguenza di migliorare il trasporto di nutrienti ai muscoli, con conseguente aumento dell'ipertrofia muscolare e della forza. Questi prodotti sono composti per una buona parte da arginina. Si ritiene che la somministrazione di arginina sia in grado di stimolare la sintesi di ossido nitrico (NO) nei vasi sanguigni.
La teoria potrebbe essere raffigurata nel modo seguente:
- Arginina → Ossido Nitrico → Vasodilatazione → Trasporto di nutrienti → Ipertrofia e forza muscolare

La teoria della vasodilatazione è relativamente semplice. L'arginina è il precursore per la sintesi di ossido nitrico ed è stato dimostrato che l'infusione di alte dosi di arginina direttamente nel sangue può portare a vasodilatazione in esseri umani sani a digiuno. In realtà, dosi elevate possono portare a una diminuzione dell'acqua corporea totale e di sodio. Dosi inferiori a 10 grammi sono state associate a disturbi gastrici se consumate per via orale.
Altri ricercatori dimostrarono che lo stress gastrico indotto dall'assunzione orale di arginina riduceva la quantità assimilata impedendo che i test potessero essere completati in modo efficace. Nonostante l'assunzione di 7 grammi all'ora per 3 ore da parte di un uomo di 90 kg, i ricercatori dichiararono: "Tutti i nostri soggetti hanno riportato lievi crampi intestinali e diarrea che sono durati per circa cinque ore".
Inoltre questi dosaggi di arginina non hanno avuto alcun effetto significativo sul successivo accumulo di glicogeno nella fase post-esercizio. Poiché l'arginina orale ha una biodisponibilità del 70%, e fino al 50% di questa può essere convertita in ornitina, nelle ricerche l'arginina non viene assunta in compresse o in polvere. È per questo che negli studi scientifici l'arginina è solitamente infusa direttamente nel sangue periferico e anche in questo caso è comune una dose di 30 grammi.
Infatti uno studio ha confrontato l'effetto dell'infusione e dell'assunzione orale. I ricercatori hanno scoperto che 6 grammi di arginina non hanno avuto effetto tramite entrambe le vie di somministrazione, mentre per ottenere vasodilatazione ci sono voluti 30 g per infusione. Ciò significa che per ottenere dei risultati dalla sua assunzione sono necessari almeno 30 grammi per infusione endovenosa. Se si volessero ottenere questi risultati da una dose orale, sarebbe necessario assumerne almeno 43 grammi, essendone biodisponibile il 70%. Se solo 10 grammi di arginina possono causare disturbi gastrici, allora non sarebbe possibile ottenerne i benefici da una dose adeguata di almeno 43 grammi assunta per via orale. Poiché queste conclusioni potrebbero essere interpretate come casi isolati, altri studi hanno investigato l'effetto di alte dosi orali di arginina e il flusso sanguigno indotto dall'ossido nitrico e non hanno mostrato alcun effetto con l'assunzione di 21 grammi (7 g per 3 volte al giorno). Due ulteriori studi in cui sono stati assunti 20 grammi al giorno per 28 giorni non hanno evidenziato effetti.
Inizialmente questa completa assenza di effetti poteva sorprendere, considerando che l'arginina è il precursore per la sintesi di ossido nitrico. Da un esame più approfondito è emerso che i livelli naturali di arginina sono di gran lunga superiori a quelli che dovrebbero attivare l'enzima responsabile della produzione di ossido nitrico, un effetto noto come il "paradosso dell'arginina".
In un altro studio una dieta della durata di 6 giorni con assenza di arginina non ha influenzato la sintesi di ossido nitrico. Ciò indica che l'arginina non è il fattore limitante per la produzione di ossido nitrico e la sua regolazione è molto più complicata di quanto le aziende di integratori possono far credere.
Naturalmente, il completo riposo e il digiuno non sono condizioni applicabili agli atleti, per cui gli effetti hanno un'ulteriore variabilità nel contesto sportivo. In uno studio degno di nota (Robinson et al., 1992) vennero somministrati 10 grammi di arginina con 70 grammi di carboidrati in soggetti che avevano effettuato un allenamento coi pesi o un esercizio in bicicletta. I risultati indicarono che non ci fosse alcun cambiamento nel flusso sanguigno o nell'assorbimento di glucosio rispetto al placebo, indipendentemente dalla modalità di esercizio utilizzata. Questo è importante perché contraddice le affermazioni dei produttori di integratori.

### Arginina α-chetoglutarato (AKG)
La sigla "NO2", che corrisponde alla formula chimica del diossido di azoto, rappresenta una classe di integratori usati comunemente nel culturismo con una presunta capacità potenziata di produrre vasodilatazione e produzione di ossido nitrico (NO) rispetto alla sola arginina. Alcuni potrebbero sostenere che, anche se l'integrazione di normale arginina non crei gli effetti desiderati, ciò avverrebbe con sostanze di tipo "NO2". Questo perché tale prodotto contiene arginina α-chetoglutarato (AKG), e non semplice arginina. La teoria è che l'AKG renderebbe questo supplemento veramente efficace. Questo prodotto specifico è stato analizzato tramite diversi studi, che sono stati presentati alla conferenza del International Society of Sports Nutrition nell'estate del 2004. Sebbene i risultati non provenissero da pubblicazioni e review scientifiche, danno comunque importanti informazioni circa l'efficacia, o l'assenza di efficacia, di questo supplemento.
Il primo studio ha esaminato i livelli ematici di arginina e il tempo di assimilazione dell'arginina (a seguito di una supplementazione di 4 grammi con ciascuna) per determinare se questa migliorasse il mantenimento dei livelli ematici di arginina per un certo periodo di tempo. Il motivo di questo studio era volto a verificare se fosse fondata l'affermazione che "NO2" favorisse uno speciale meccanismo di rilascio di arginina nel flusso ematico, con conseguente pompaggio costante. I risultati rilevarono che i livelli di arginina nel sangue erano molto simili e, a volte più bassi del 30%, nel rilascio nel sangue rispetto all'arginina pura. Il motivo rimane elusivo, ma potrebbe essere un ridotto assorbimento intestinale, un maggiore assorbimento da parte dei tessuti, o altre ragioni sconosciute.
Il secondo studio valutò gli effetti del "NO2" sulla composizione corporea, la forza muscolare e la resistenza. Per 8 settimane i soggetti hanno assunto 12 grammi di NO2 o un placebo seguendo un protocollo di allenamento coi pesi. Al termine del periodo, i soggetti dei diversi gruppi non presentavano differenze di massa muscolare o di percentuale di grasso corporeo. È interessante notare che il gruppo che assumeva "NO2" guadagnò un miglioramento delle prestazioni tradotte in un aumento di 19 libbre (circa 8,5 kg) sulla capacità massimale (1-RM) su panca, mentre il gruppo placebo guadagnò in media 6 libbre (2,7 kg circa). Questo supplemento da solo apparentemente aggiunse una media di più di 13 libbre (circa 6 kg) su 1-RM panca rispetto al placebo, senza un cambiamento concomitante della massa muscolare. Ciò indicherebbe che i cambiamenti sono strettamente di origine neurale.
Sui ratti è stato visto che l'ossido nitrico può avere un effetto negativo sulla forza di contrazione muscolare, ma questo effetto non è ancora stato dimostrato negli esseri umani, e non meriterebbe quindi una seria considerazione. Inoltre, tutte le prove scientifiche indicano che non è ancora possibile per l'uomo consumare livelli abbastanza alti di arginina per aumentare efficacemente i livelli di ossido nitrico. Dal momento che questo studio non pubblicato è stato usato per pubblicizzare l'integratore, è necessario esaminare meglio i risultati in dettaglio.
Se i soggetti dello studio non fossero stati allenati, avrebbero tutti ottenuto un considerevole miglioramento della forza senza variazioni di massa muscolare entro le prime settimane di allenamento. In quel caso, questi rapidi adattamenti neurali si sarebbero verificati in entrambi i gruppi, ma non spiegherebbero l'eventualità che l'arginina apparentemente avesse triplicato il miglioramento nell'attivazione del sistema nervoso. Tuttavia, dato che i soggetti erano allenati, la situazione è ancora più sconcertante. A differenza dei soggetti non allenati, l'aumento della forza nei soggetti allenati tende a essere il risultato della crescita muscolare, il che significa che si sarebbero dovuti verificare alcuni aumenti della massa magra assieme agli altri guadagni, cosa che non si è verificata.

### Arginina e GH
Un ulteriore presunto punto di forza dell'arginina sarebbe la sua funzione nello stimolo dell'ormone della crescita (GH), un effetto di primario interesse per gli atleti che ricercano un aumento della massa muscolare, che si presume sia collegato con maggiori livelli dell'ormone anabolico. In realtà negli ultimi dieci anni è stato riconosciuto che questo vale solo per dosi molto elevate assunte per via endovenosa.
Ci sono prove che confermano come l'ingestione di 22 grammi al giorno (in un uomo di 90 kg) di arginina aspartato è in grado di aumentare la secrezione notturna del GH (Besset et al., 1982). In questo studio, l'intensità del picco di GH durante il sonno era aumentata in media del 60%. Purtroppo, solo 5 soggetti erano stati presi come casi di studio, e uno di questi presentava un picco di 4 volte maggiore rispetto agli altri. Senza questa eccezione, il picco medio sarebbe stato dimezzato (in questo caso si tratta solo di misure di picco, non di livelli totali). Da notare anche che la prolattina era aumentata in media del 75%. Altre evidenze hanno stabilito che questo ormone è associato a un decremento del testosterone.
Ciò che è risultato invece sfavorevole dal consumo di arginina secondo un altro studio, è che il consumo di soli 5 grammi durante l'attività fisica sono riusciti a diminuire la secrezione di GH indotta dall'esercizio coi pesi (Marcell et al., 1999). In conclusione la stimolazione GH da parte dell'arginina non appare significativa, e durante l'esercizio coi pesi (una condizione che interessa gli atleti che intendono aumentare la massa muscolare) l'amminoacido sembra ridurne la sua secrezione, oltre ad avere un potenziale effetto sfavorevole sulla secrezione di testosterone.

#### Sinergia con l'ornitina
Alcune ricerche hanno però riscontrato che l'effetto dell'arginina sulla stimolazione dell'ormone della crescita sembrerebbe essere potenziato dall'assunzione in concomitanza di altri amminoacidi, in particolare l'ornitina, un altro importante stimolatore del GH. Arginina e ornitina sono particolarmente connessi, in quanto dal primo il corpo sintetizza il secondo per azione dell'enzima arginasi.
Nel 1989 Elam et al. conclusero che l'assunzione concomitante di 1 grammo di ornitina e 1 grammo di arginina, in combinazione con un programma di allenamento coi pesi, può aumentare la forza muscolare e la massa magra in un periodo di 5 settimane. I due amminoacidi favorivano il recupero dallo stress cronico sopprimendo i processi catabolici abbassando i livelli di idrossiprolina urinaria.
In un altro studio recente (Zajac et al., 2010) sono stati analizzati gli effetti dell'assunzione sinergica di ornitina e arginina sulla secrezione di GH. Gli atleti allenati assunsero un mix di 3,000 mg di arginina e 2,200 mg di ornitina per due volte al giorno tre volte a settimana allenandosi coi pesi. I risultati mostrarono che l'assunzione dei 2 amminoacidi produceva la maggiore elevazione dei livelli di GH post-esercizio in confronto al gruppo placebo. Il gruppo arginina/ornitina presentava inoltre, rispetto al placebo, maggiori livelli di IGF-1, un altro ormone sinergico del GH importante per la crescita muscolare.
L'assunzione sinergica di ornitina e arginina può avere un effetto favorevole anche sulla riduzione del grasso corporeo. Elam (1988) stabilì che il gruppo che assumeva un mix di ornitina e arginina, in combinazione con l'esercizio coi pesi, fu soggetto a una maggiore riduzione della massa grassa rispetto al gruppo che non li assumeva.
I risultati di queste ricerche meriterebbero un'attenta analisi, ma potrebbero in parte confermare che anche bassi dosaggi di questi 2 amminoacidi assunti in sinergia, possano apportare diversi benefici, in termini di maggiore secrezione di GH e IGF-1, maggiore soppressione dei sintomi dello stress, e maggiore miglioramento della composizione corporea. Tra questi benefici comunque non spicca un presunto effetto vasodilatatore.

### Arginina e insulina
L'arginina è il più potente amminoacido insulinogenico, ovvero è l'amminoacido che più di tutti riesce a stimolare la secrezione di insulina da parte del pancreas. Ora, questo dato è di particolare importanza, considerando che l'insulina stessa stimola la vasodilatazione e il flusso di sangue, e questo avviene attraverso l'innalzamento di sintesi di ossido nitrico.
Quindi, l'arginina stimola l'insulina e l'insulina stimola l'ossido nitrico. L'ossido nitrico provoca vasodilatazione e aumento del flusso sanguigno. Combinando queste informazioni con ciò che espone la letteratura scientifica, è possibile capire che gran parte dell'effetto vasodilatatore dell'arginina può essere attribuito alla secrezione di insulina.
In effetti, uno studio ha esaminato l'entità di questo effetto, e i risultati sono confermabili. I ricercatori hanno infuso 30 grammi di arginina permettendo o bloccando volontariamente il rilascio di insulina da parte del pancreas. Come ci si aspettava, la massiccia infusione di arginina ha aumentato il flusso sanguigno, ma quando il rilascio di insulina è stato bloccato, il flusso di sangue è diminuito del 77%. Quando questo esperimento è stato ripetuto con un'infusione di insulina, il flusso di sangue è stato completamente recuperato. Quindi, la principale causa di un aumento del flusso di sangue è per 3/4 causato dall'insulina. Anche se non tutti gli effetti indotti dall'arginina sul flusso di sangue possono essere attribuiti all'insulina, bisogna tenere presente che questi studi utilizzano l'equivalente di oltre 40 grammi di arginina ingeriti per via orale, cosa che non è possibile tollerare.
Quindi la nuova teoria può essere riformulata nella maniera seguente:
- Arginina → Insulina → Ossido Nitrico → Vasodilatazione → Trasporto di nutrienti → Ipertrofia e forza muscolare

Inoltre, è dimostrato che l'AKG sia in grado di giocare un ruolo nel stimolare la secrezione di insulina. Anche se questo dato può sembrare utile, bisogna ricordare che non esistono evidenze scientifiche che confermano l'efficacia di questi prodotti a dosi ragionevoli. Inoltre, è facile ottenere un aumento dei livelli di insulina (e quindi il flusso di sangue) senza prodotti specifici, ma semplicemente consumando alimenti naturali in grado di stimolarla, in particolare i carboidrati.

### Risintesi del glicogeno
Un'altra presunta proprietà dell'arginina supportata dalle aziende di integratori è il miglioramento della sintesi del glicogeno. L'idea è che l'arginina sia in grado di aumentare il flusso di sangue e quindi l'apporto di carboidrati ai muscoli, aumentando infine il suo assorbimento e stoccaggio.
Uno studio precedentemente citato in cui veniva combinata l'assunzione di arginina con l'esercizio coi pesi non dimostrò alcun vantaggio, ma è necessario citare un'altra ricerca. Yaspelkis e Ivy (1999) trovarono che i carboidrati combinati con la somministrazione di arginina (7 grammi all'ora per 3 ore per un atleta di 90 kg) non migliorava significativamente il rifornimento di glicogeno rispetto ai soli carboidrati, a seguito dell'esercizio in bicicletta in uno stato di basse scorte di carboidrati. Nel primo gruppo si è verificata una diminuzione dell'ossidazione di glucosio in modo che una maggiore quantità potesse essere depositata come glicogeno. Questo avrebbe senso, in quanto sia l'amminoacido stesso, sia un aumento della secrezione di insulina, riducono la quantità di glucosio impiegato.

### Conclusioni
- stimolatori del flusso ematico a base di arginina (integratori "ossido nitrico" o NO2) hanno mostrato di aumentare la vasodilatazione, ma solo in soggetti a digiuno che ne assumevano altissime dosi per via endovenosa;[4]
- l'assunzione orale di arginina a dosi tollerabili non aumenta il flusso sanguigno;[10]
- è l'amminoacido che più di tutti riesce a stimolare la secrezione di insulina (amminoacido insulinogenico)[5]
- un'assunzione di soli circa 10 grammi è stata associata a problemi gastrici per via orale[6][7]. Queste dosi non hanno una significativa influenza sulla sintesi del glicogeno e possono causare diarrea;[8]
- si è supposto che l'arginina favorisse un pompaggio costante, ma alcuni studi hanno smentito tale teoria;[15]
- gli integratori NO2 hanno dimostrato di non avere alcun effetto sulla composizione corporea e massa muscolare se comparati al placebo;[16]
- gli integratori NO2 (contenenti arginina α-chetoglutarato, AKG) non hanno dimostrato differenze significative rispetto all'assunzione di normale L-arginina, mostrando anche valori più bassi del 30%;[15]
- l'assunzione orale di arginina ha una biodisponibilità di solo il 70%, e fino al 50% di questa può essere convertita in ornitina, e nelle ricerche l'arginina non viene assunta in compresse o in polvere come avviene da parte degli atleti;[9]
- l'assunzione per via endovenosa aumenta la capacità di assimilazione;[9]
- non è possibile per l'uomo consumare dosi di arginina abbastanza elevate da aumentare effettivamente i livelli di ossido nitrico;[10][11][12][14]
- l'arginina potrebbe temporaneamente elevare i livelli di GH, ma solo a dosi irrealistiche[18]. In ogni caso non esistono evidenze che supportano l'efficacia di un aumento del GH a breve termine sui guadagni muscolari;
- ha un effetto sinergico con l'ornitina nel potenziare l'aumento del GH e IGF-1 (3 g arginina + 2 g ornitina);[22]
- l'assunzione sinergica di ornitina e arginina ha dimostrato di aumentare massa e forza muscolare con l'esercizio coi pesi (1 g arginina + 1 g ornitina);[21]
- l'assunzione sinergica di ornitina e arginina ha dimostrato di sopprimere il catabolismo muscolare e i sintomi dello stress (1 g arginina + 1 g ornitina);[21]
- l'assunzione sinergica di ornitina e arginina ha dimostrato di aumentare la riduzione della massa grassa con l'esercizio coi pesi (1 g arginina + 1 g ornitina);[23]
- in uno studio l'arginina aspartato ha dimostrato di incrementare la prolattina in media del 75%[18]. La prolattina è associata a un decremento dei livelli di testosterone;[19]
- solo 5 grammi di arginina consumati durante l'esercizio coi pesi ha dimostrato di ridurre la normale secrezione del GH indotta dall'allenamento;[20]
- gli effetti positivi dell'integrazione orale di arginina possono essere ottenuti solo con dosaggi maggiori di quelli tollerabili dall'uomo. Gran parte di questi effetti sono mediati dall'insulina[27];
- se si intende ottenere un aumento del flusso sanguigno equivalente a quello indotto da alte dosi di arginina per via endovenosa (non tollerabili per via orale), è sufficiente stimolare l'insulina[24][25], cosa che si ottiene dall'assunzione di alimenti naturali con questa capacità (carboidrati e proteine);
- tali effetti sono dovuti al fatto che l'arginina ha sulla densità osmotica del sangue gli stessi effetti del glucosio (si può dire che in tale contesto l'organismo la "scambi" per glucosio), quindi tali effetti sono gli stessi (e quindi ottenibili dallo stesso) del glucosio.